# Zwölf-Apostel-Kirche (Hildesheim)

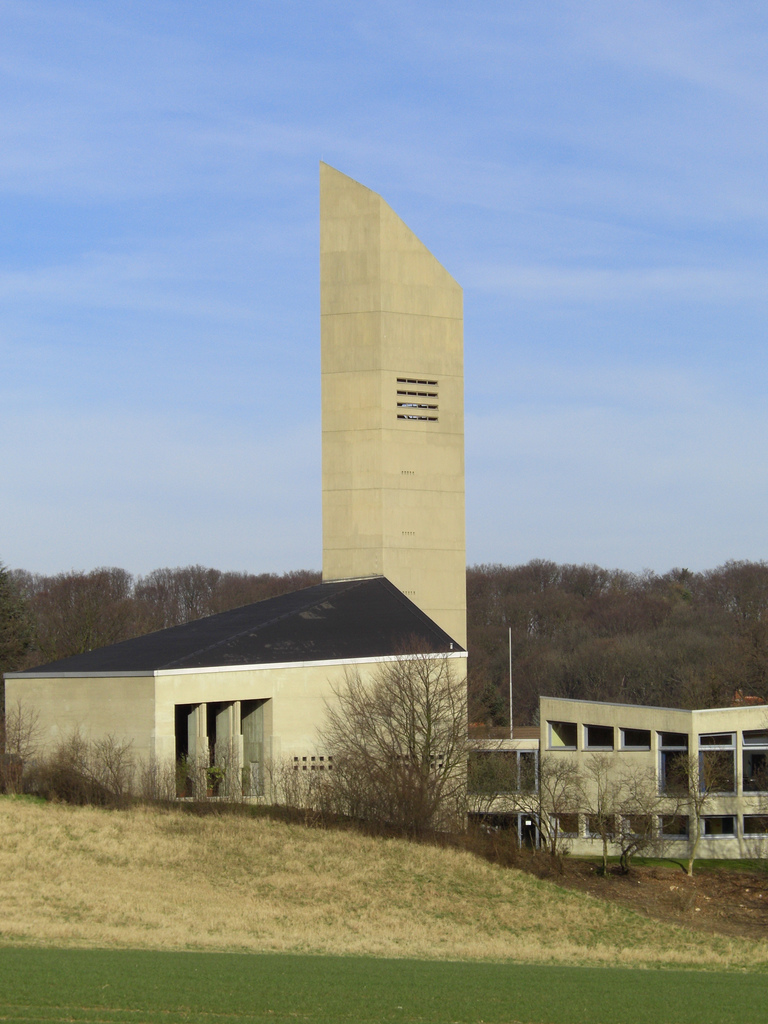
Die Zwölf-Apostel-Kirche in Hildesheim

Die Zwölf-Apostel-Kirche ist eine evangelisch-lutherische Kirche in Hildesheim.

## Lage
Die Kirche liegt im Stadtteil Moritzberg am Hang des Rottsbergs und ist Teil eines ensembleartig angelegten Gemeindezentrums. Die Kirchengemeinde umfasst den Godehardikamp und das Gebiet „hinter der Waldquelle“.

## Geschichte
Die Zwölf-Apostel-Kirche war ursprünglich die zweite Kirche der evangelisch-lutherischen Christuskirchengemeinde, die bis Ende der 1960er Jahre von Himmelsthür bis zum Birnbaumskamp reichte. Vor ihrer Einweihung fanden wegen der Entfernung zur Christuskirche bis 1957 Bibelstunden in einer Privatwohnung am Wolfstieg statt, danach Andachten in einem angemieteten Kellerraum Im Krummen Felde.
Die ab Mitte der 1950er Jahre beginnende weitere Bebauung des Kurzen Anger und die Errichtung der Godehardikamp-Siedlung ab 1961 machten einen Kirch- und Gemeindezentrumsbau immer dringlicher. Das passende Baugrundstück war bereits im November 1954 von der Klosterkammer erworben worden. 1962 wurde ein Entwurfswettbewerb ausgeschrieben, den der hannoversche Architekt und Braunschweiger Hochschulprofessor Dieter Oesterlen gewann, der auch den Auftrag zur Ausführung und Bauleitung erhielt. Am 1. April 1964 war Arbeitsbeginn auf der Baustelle, 1965 erfolgte die Grundsteinlegung, und am 15. Oktober 1967 wurde der fertiggestellte Kirchenbau eingeweiht. Schon kurz vorher waren in rascher Folge die Pfarr- und Küsterhäuser mit dem Gemeindebüro sowie der Kindergarten an die Kirchengemeinde übergeben worden. Zwei Tage vor der Kircheneinweihung stand die Kirche in Flammen, weil ein Handwerker mit seiner brennenden Zigarette den mit Nitroverdünnung bestrichenen Kirchenboden in Brand gesetzt hatte. Am 1. Januar 1968 wurde die Zwölf-Apostel-Gemeinde selbständig. Der von Anfang an mitgeplante Gemeindesaal folgte in einem zweiten Bauabschnitt und konnte am 9. Februar 1975 fertiggestellt werden.
Seit 2008 besteht ein Pfarrverband mit der Evangelisch-lutherischen St.-Cosmae-und-Damian-Kirchengemeinde Marienrode. 2017 wurde das fünfzigjährige Jubiläum der Kirchenweihe gefeiert.

## Architektur

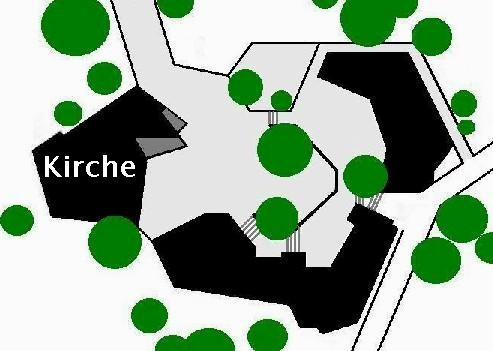
Lageplan (links Kirche, unten Gemeindezentrum mit Pfarr- und Küsterwohnungen, rechts Kindergarten)

Kirche, Pfarr- und Küsterhaus, Kindergarten und Gemeindezentrum sind als Sichtbetonbauten errichtet und innerhalb der Architekturgeschichte ein Beispiel des organischen Bauens. Oesterlens baukünstlerische Entwurfsidee war die Aneinanderreihung von Einzelbauten mit dem Ziel ein „Gemeindezentrum von lockerer Geschlossenheit“ (Alexander Koch) zu bilden.
Der Komplex des Gemeindezentrum liegt wie eine moderne Burganlage auf einem Hangsporn über der benachbarten Wohnbebauung. Die Gebäude der in einem Dreiviertelrung geschlossenen Anlage folgen keiner einheitlichen geometrischen Grundform, sondern sind asymmetrisch und polygon angeordnet. Innerhalb der Gebäudegruppe ist die Kirche der unübersehbar wichtigste Bau, der mit seinem Turm den Höhepunkt darstellt. Die Kirche selbst ist architektonisch ganz nach innen gerichtet; Ausblicke spielen anders als bei den Nebengebäuden kaum eine Rolle. Sie ist mit ihrem flexiblen Grundriss nicht in traditioneller Kreuzform ausgeführt, sondern als „ein Kreissegment, das an beiden Enden schräg abgeschnitten ist. Der Grundriss des Turms zeigt dieselbe Form und die Turmabschlüsse erscheinen als dreidimensional abgeschrägte Kreissegmente.“ Eine versenkbare Trennwand kann die Turmkapelle zum Kirchenraum öffnen. Die fast vollständig aus der Erbauungszeit erhaltene Originalausstattung wurde ebenfalls von Oesterlen entworfen. Weitere wichtige Ausstattungsstücke wie Betonglasfenster, Betonwandrelief, Altar und Kreuz stammen von dem Darmstädter Künstler Helmut Lander.
Oesterlens Entwurf für Zwölf-Apostel zeigt gestalterische Parallelen zu dem von ihm kurz zuvor entworfenen Deutschen Soldatenfriedhof auf dem italienischen Futapass in Italien, der etwa gleichzeitig mit Hildesheim realisiert wurde.
Das Ensemble des Gemeindezentrums mit der Zwölf-Apostel-Kirche steht unter Denkmalschutz. Aktuell (2020) stehen die ehemaligen Wohnungen von Pfarrer und Küster leer, nachdem sie zwischenzeitlich von einer Familienbildungsstätte genutzt wurden. Der nun von der Kirchengemeinde erwogene Verkauf einzelner Gebäude gefährdet die gestalterische Einheit des Ensembles.